# Первомайский (Рыльский район)
Первома́йский — посёлок в Рыльском районе Курской области. Входит в Ломакинский сельсовет.

## География
Посёлок находится в 121 км западнее Курска, в 17,5 км к юго-западу от районного центра — города Рыльск, в 3 км от центра сельсовета  — Свобода.
Климат
Первомайский, как и весь район, расположен в поясе умеренно континентального климата с тёплым летом и относительно тёплой зимой (Dfb в классификации Кёппена).

## Население
| 2002 | 2010 |
| ---- | ---- |
| 35   | ↘6   |

## Инфраструктура
Личное подсобное хозяйство.

## Транспорт
Первомайский находится в 15,5 км от автодороги регионального значения 38К-017 (Курск — Льгов — Рыльск — граница с Украиной), в 9 км от автодороги 38К-040 (Хомутовка — Рыльск — Глушково — Тёткино — граница с Украиной), в 0,5 км от автодороги межмуниципального значения 38Н-558 (Рыльск — Дурово — Ломакино — граница с Глушковским районом), в 19 км от ближайшей ж/д станции Рыльск (линия 358 км — Рыльск).
В 171 км от аэропорта имени В. Г. Шухова (недалеко от Белгорода).